# Les Quatre Diables
Pour plus de détails, voir Fiche technique et Distribution.
Les Quatre Diables (Four Devils) est un film muet américain réalisé par Friedrich Wilhelm Murnau, sorti en 1928. Il est adapté du nouvelle du de Herman Bang. Le film est considéré comme perdu. 

## Synopsis
Les quatre diables sont quatre acrobates, deux hommes et deux femmes (pas deux couples) parmi lesquels l'un fait chaque soir le saut de la mort au-dessus de spectateurs angoissés. Le trapéziste volant rencontre une belle mondaine au sang chaud d'où un conflit entre son métier, son milieu et son amour.

## Fiche technique
- Titre : Les Quatre Diables
- Titre original : Four Devils
- Réalisation : Friedrich Wilhelm Murnau
- Scénario : Carl Mayer, Marion Orth et Berthold Viertel d'après la nouvelle Les Quatre Diables de Herman Bang (1890)
- Photographie : L. William O'Connell et Ernest Palmer
- Montage :
- Musique : Ernö Rapée, Lew Pollack
- Format : noir et blanc - 1:33 - film muet
- Producteur : William Fox
- Société de distribution : Fox Film Corporation
- Pays de production : États-Unis
- Genre : drame
- Durée : 100 minutes
- Dates de sortie : 
  - États-Unis : 3 octobre 1928
  - France : 7 février 1930

## Distribution
- Janet Gaynor : Marion
  - Anne Shirley : Marion petite fille (créditée Dawn O'Day)
- Mary Duncan : la Lady
- Charles Morton : Charles
- Anders Randolf : Cecchi
- Barry Norton : Adolf
- J. Farrell MacDonald : le clown
- Michael Visaroff : le directeur du cirque
- André Cheron : le vieux Roue
- George Davis : le clown agressif
- Nancy Drexel : Louise
  - Anita Louise : Louise petite fille
- Wesley Lake : le vieux clown
- J. Farrell MacDonald : le clown
- Claire McDowell : femme